# Rhodopina albomaculata
Rhodopina albomaculata là một loài bọ cánh cứng trong họ Cerambycidae.